# Tom Fleming (Schauspieler)
Thomas „Tom“ Kelman Fleming CVO OBE (* 29. Juni 1927 in Edinburgh; † 18. April 2010) war ein schottischer Schauspieler, Regisseur und Dichter, der einer breiteren Öffentlichkeit insbesondere als langjähriger Sprecher des Edinburgh Military Tattoo und Kommentator des Eurovision Song Contest 1972 in Edinburgh bekannt wurde.

## Leben

### Theaterschauspieler und Regisseur
Fleming begann seine schauspielerische Karriere unmittelbar nach dem Zweiten Weltkrieg und gab sein Debüt als „Bruce McRae“ in The Late Christopher Bean von Emlyn Williams während einer Tournee 1945 in Indien.
1953 gehörte er zu den Mitgründern des Gate Theatre in Edinburgh und trat dort bis 1962 nicht nur als Schauspieler auf, sondern inszenierte auch Theaterstücke als Regisseur. Im Anschluss wurde er 1962 Mitglied der Royal Shakespeare Company (RSC) und trat dort erstmals in der Titelrolle als „Cymbeline“ in William Shakespeares gleichnamigen Stück auf. 1963 kehrte er zur RSC nach Stratford-upon-Avon zurück und spielte diesmal den „Prospero“ in Shakespeares Der Sturm.
1965 wurde er zum ersten Direktor des Edinburgh Civic Theatre Trust ernannt und begründete des Weiteren ein neues Theaterensemble am dortigen Royal Lyceum Theatre. Für das Edinburgh Festival nahm er 1984 sowie 1991 Neuinszenierungen von David Lyndsays Moralität Ane Satyre of the Thrie Estaits vor. Außerdem wirkte er als Schauspieler und Regisseur an zahlreichen anderen schottischen Theatern.

### Filmschauspieler, Kommentator und Auszeichnungen
Neben seinen Auftritten als Bühnendarsteller spielte er auch in einigen Kinofilmen sowie Fernsehfilmen mit wie 1971 den „Father Ballard“ in Maria Stuart, Königin von Schottland von Charles Jarrett und den „Kent“ in der Shakespeare-Verfilmung King Lear von Peter Brook.
Darüber hinaus war er seit 1952 bis zu seinem Tode als Kommentator von Radio- und Fernsehsendungen tätig und war nicht nur von 1966 bis 2008 Sprecher beim Edinburgh Military Tattoo, sondern auch Kommentator des Eurovision Song Contest 1972 in Edinburgh.
Für seine Verdienste wurde Fleming mehrfach ausgezeichnet und erhielt 1980 den Order of the British Empire sowie 1988 den Titel eines Commander des Royal Victorian Order. Darüber hinaus war er seit 1986 Mitglied der Royal Scottish Academy of Music and Drama.

## Veröffentlichungen
Fleming war außerdem auch Verfasser von Gedichten, die unter anderem in den Gedichtbänden So That Was Spring (1954) und Sax Roses for a Luv Frae Hame (1961) erschienen.